# Рікан (Урмія)
Рікан (перс. ريكان) — село в Ірані, входить до складу дехестану Бакешлучай у Центральному бахші шахрестану Урмія провінції Західний Азербайджан.